# Sié Fahige Kambou
Sié Fahige Kambou (* 20. Oktober 1995) ist ein burkinischer Leichtathlet, der im Kugelstoßen sowie im Diskuswurf an den Start geht und Inhaber des Landesrekordes im Diskuswurf ist.

## Sportliche Laufbahn
Erste internationale Erfahrungen sammelte Sié Fahige Kambou im Jahr 2019, als er bei den Afrikaspielen in Rabat mit einer Weite von 46,33 m den achten Platz im Diskuswurf belegte. 2022 klassierte er sich bei den Afrikameisterschaften in Port Louis mit 14,41 m auf dem siebten Platz im Kugelstoßen und gelangte mit dem Diskus mit 46,79 m auf Rang acht. Im Jahr darauf belegte er bei den Spielen der Frankophonie in Kinshasa mit 50,82 m den vierten Platz im Diskuswurf und 2024 gelangte er bei den Afrikaspielen in Accra mit 51,04 m auf Rang fünf. Anschließend belegte er bei den Afrikameisterschaften in Douala mit 54,07 m den vierten Platz.
In den Jahren 2018 und 2021 wurde Kambou burkinischer Meister im Diskuswurf sowie 2021 auch im Kugelstoßen.

## Persönliche Bestzeiten
- Kugelstoßen: 14,97 m, 29. Mai 2021 in Kaduna
- Diskuswurf: 55,00 m, 4. Juni 2024 in Accra (burkinischer Rekord)